# La Dénonciation
Pour le film de 2011 sorti au Québec sous le même nom, voir Seule contre tous (film).
Pour plus de détails, voir Fiche technique et Distribution.
La Dénonciation est un film français réalisé par Jacques Doniol-Valcroze, sorti en 1962.
C'est l'un des deux seuls films à aborder le sujet de l'OAS à l'époque de la Nouvelle Vague, avec Le Petit Soldat (1961) de Jean-Luc Godard.

## Synopsis
Michel Jussieu, un producteur de cinéma, revient un matin dans le cabaret où il a oublié son chandail. Il est le témoin involontaire du meurtre d’un journaliste d’extrême droite. Il reconnaît Éléonore et Patrice, membres d'une organisation politique secrète, connus depuis les années de Résistance. Il est assommé et se réveille en présence du commissaire Malferrer, chargé de l’enquête. Innocent, Michel nie son implication dans ce meurtre mais ne peut se résoudre à dénoncer les vrais coupables. Car Michel est hanté par le souvenir d'un autre interrogatoire 20 ans plus tôt, où, devant la Gestapo, il a craqué. Devra-t-il garder le silence ou bien se livrer à une nouvelle dénonciation ?

## Fiche technique
- Titre : La Dénonciation
- Réalisation : Jacques Doniol-Valcroze, assisté de Jean-José Richer[1] et Juan Luis Buñuel
- Scénario : Jacques Doniol-Valcroze
- Photographie : Henri Raichi
- Musique : Georges Delerue
- Décors : Pierre Guffroy
- Son : Guy Villette
- Montage : Bob Wade
- Production : Les Films de la Pléiade
- Pays de production :  France
- Format : Noir et blanc - 2,35:1 - Mono
- Genre : Drame
- Durée : 105 minutes
- Date de sortie :
  - France : 18 juillet 1962
  - France : 2 janvier 2014 (en DVD)

## Distribution
- Maurice Ronet : Michel Jussieu
- Françoise Brion : Elsa Jussieu
- Nicole Berger : Éléonore Germain
- Sacha Pitoëff : Commissaire Malferrer
- Raymond Gérôme : Pierre Malet
- Michèle Grellier : Victoire, la secrétaire de Jussieu
- François Maistre : Patrice de Laborde
- Laurent Terzieff : le récitant
- France Anglade : la secrétaire de Pierre Malet
- Jean-Claude Darnal : Jérôme Loineau, le traducteur
- Marc Eyraud : Simon, le metteur en scène
- Gisèle Hauchecorne pseudonyme de Gisèle Braunberger, épouse du producteur : Juliette
- Florence Loinod Florence Doniol-Valcroze, fille du réalisateur : fille de Michel et Elsa Jussieu
- Michael Lonsdale : l'inspecteur Mercier, adjoint de Malferrer
- Jacques Santi : Eddy Soulinas
- Jacques Seiler : l'homme à la 403 noire
- Léon Elkenbaum : officier de la Gestapo
- Roland Dubillard (sous le nom de Roland Grégoire) : juge d'Épuration
- Boramy Kassano (pseudonyme de Boramy Tioulong) : Li, le majordome des Jussieu

## Récompense
- Festival international du film de Saint-Sébastien 1962 : Coquille d´argent[2],[3]